# 로버트 로렌츠
로버트 로렌즈(Robert Lorenz, 1965년 4월 1일 ~ )는 미국의 영화 프로듀서이자 감독이다. 클린트 이스트우드와 협업한 것으로 유명하다. 미스틱 리버, 이오지마에서 온 편지, 아메리칸 스나이퍼라는 작품으로 아카데미 작품상 후보에 3번 올랐다. 내 인생의 마지막 변화구와 마크맨을 감독하기도 했다.

## 참여 작품

### 영화
- 블러드 워크 (2002년 영화)
- 미스틱 리버
- 밀리언 달러 베이비
- 아버지의 깃발 (영화)
- 이오지마에서 온 편지
- 체인질링 (영화)
- 그랜 토리노
- 우리가 꿈꾸는 기적: 인빅터스
- 히어애프터
- 제이. 에드가
- 내 인생의 마지막 변화구
- 저지 보이스 (영화)
- 아메리칸 스나이퍼
- 마크맨

#### 조감독
- 매디슨 카운티의 다리 (영화)
- 라스트 도그맨
- 앱솔루트 파워
- 미드나잇 가든
- 트루 크라임 (1999년 영화)
- 스페이스 카우보이 (영화)
- 크로스로드 (2002년 영화)
- 블러드 워크 (2002년 영화)
- 미스틱 리버
- 밀리언 달러 베이비
- 아메리칸 스나이퍼

#### 감독
- 내 인생의 마지막 변화구
- 마크맨

### 텔레비전

#### 조감독
- 마이 소 콜드 라이프